# Storia di Arthur Gordon Pym
Storia di Arthur Gordon Pym (titolo originale The Narrative of Arthur Gordon Pym of Nantucket, tradotto anche coi titoli Le avventure di Gordon Pym, Le avventure di Arthur Gordon Pym e molti altri) è un romanzo di Edgar Allan Poe (1809 - 1849), scrittore statunitense. Scritto tra il 1837 e il 1838, il romanzo è l'unico pubblicato in vita dallo scrittore, e viene considerato un manifesto di quello stile spesso identificato con il nome di horror psicologico, di cui Poe è stato uno dei massimi rappresentanti.
La trama del romanzo, che viene presentata come una serie di fatti realmente accaduti, ruota attorno alla vicenda di Arthur Gordon Pym, un giovane che si imbarca clandestinamente a bordo della baleniera "Grampus" e che si ritrova a vivere una serie di disavventure in mare. Scampato a un naufragio, viene salvato dall'equipaggio della nave "Jane Guy", insieme alla quale farà rotta verso il Polo Sud alla ricerca di terre inesplorate.

## Trama

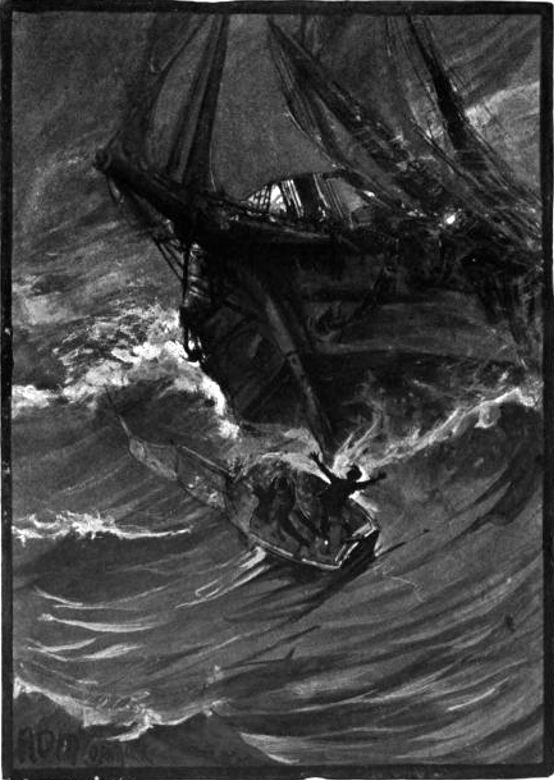
Run down by the Penguin, illustrazione da Arthur Gordon Pym: A Romance By Edgar Allan Poe, Downey & co., 1898

Arthur Gordon Pym, giovane amante dell'avventura, figlio di un commerciante di beni marittimi di Nantucket, si imbarca un giorno, di nascosto dalla sua famiglia, sulla baleniera Grampus. Il brigantino parte nella metà del giugno del 1827, al comando del capitano Barnard, che è padre del più caro amico di Pym, Augustus Barnard, il quale si occupa dell'organizzazione della permanenza clandestina del giovane a bordo: nell'intenzione dei due amici, infatti, Arthur dovrà rimanere nascosto nella stiva per un numero di giorni sufficiente a rendere impossibile, per il capitano, lo sbarco del giovane.
All'inizio, tutto pare andare bene: il rifugio nella stiva è ristretto e non comodissimo, Augustus porta regolarmente da mangiare al compagno. Ma la situazione precipita velocemente: l'amico smette di farsi vivo e l'arsura e l'oscurità attanagliano il giovane Arthur, bloccato nel suo rifugio-prigione; un biglietto fattogli recapitare da Augustus tramite il cane di Pym, Tiger, e scritto con il sangue lo avverte di un pericolo terribile a bordo. Quando finalmente i due amici riescono a riunirsi, Arthur scopre che l'intera nave è caduta preda di un ammutinamento: Poe costruisce sapientemente la tensione descrivendo la ferocia di un massiccio cuoco nero che fa ammazzare a colpi d'ascia decine di marinai. La rivolta verrà a sua volta sopraffatta dall'intelligente intervento di Arthur, Augustus e Dirk Peters, uno degli ammutinati che si era però legato ad Augustus. L'ultimo sopravvissuto della fazione del Secondo al momento dello scontro tra le due parti, Richard Parker, per non essere ammazzato si unisce al gruppo.
Ma l'angoscia non termina qui: un'immensa tempesta danneggia gravemente la nave, e segna l'inizio di una serie terribile di avvenimenti per i sopravvissuti. Per giorni i personaggi rimangono alla deriva senza acqua e senza cibo, sopra il relitto della Grampus, e le loro forze si esauriscono rapidamente. L'avvistamento di una nave li riempie di speranza, ma solo perché la disperazione possa colpirli più violentemente alla scoperta della morte del suo intero equipaggio.
L'incalzante descrizione psicologica di Poe si mostra in tutta la sua crudeltà nella decisione collettiva di uccidere e cibarsi di uno di loro affinché gli altri possano soddisfare la fame e quindi sopravvivere. Viene estratto il nome di Richard Parker, che viene ucciso rapidamente da Peters. Poco dopo Augustus, che nella colluttazione con gli ammutinati aveva riportato una ferita al braccio, muore come conseguenza della gangrena.
Peters e Arthur vengono finalmente salvati da una nave, la Jane Guy, diretta verso territori sconosciuti dei mari del Sud per caccia ed esplorazione. Per ragioni sconosciute e misteriose, man mano che la nave avanza in direzione Sud la temperatura sembra aumentare gradualmente invece che diminuire. Poco prima di decidere di abbandonare la spedizione per mancanza di provviste e per la salute precaria dell'equipaggio, la nave incontra un arcipelago non segnato sulle carte e decide di attraccare su una delle isole. Questa si rivela abitata da una misteriosa popolazione di indigeni completamente neri, denti compresi. Sembrano pacifici, ma Arthur scoprirà a proprie spese che sono in realtà capaci di spaventose crudeltà: infatti stermineranno l'intero equipaggio del brigantino, ad eccezione di Arthur e il suo amico Peters che si salvano per puro caso.
Dopo essere sfuggiti, insieme ad un indigeno tenuto in ostaggio, il cui nome è "Nu-Nu", dalla furia sanguinaria degli abitanti dell'arcipelago rubando una canoa, decidono di proseguire verso Sud, l'unica direzione che sembra garantire la loro salvezza dal rigido inverno polare.
Nuovamente, all'avvicinarsi al Polo Sud, la temperatura dell'acqua e della aria aumentano con rapidità, una cortina di vapore grigio si innalza all'orizzonte e una fitta precipitazione bianca, simile a cenere, ricopre l'intero oceano. La canoa viene spinta rapidamente da una corrente ignota verso il punto da cui provengono questi strani fenomeni, e nel frattempo l'indigeno Nu-Nu, ritiratosi sul fondo della canoa e ammutolitosi, si scopre misteriosamente morto. Arthur e Peters realizzano quindi che alcuni degli strani comportamenti degli indigeni erano dovuti al loro terrore di qualsiasi cosa che sia di colore bianco, compresa la curiosa precipitazione che pare essere la responsabile della sua morte.

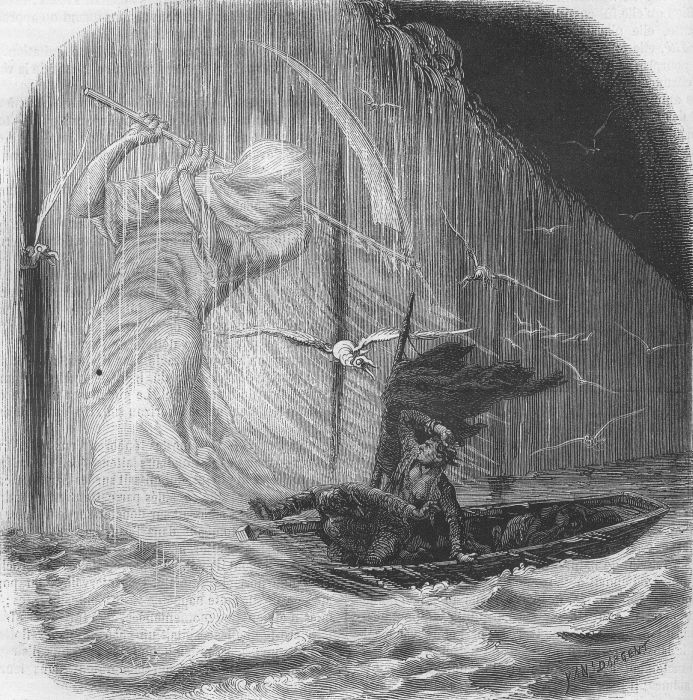
Illustrazione di Frederic Lix o Yan' Dargent per un'edizione francese del 1864

Il racconto di Pym termina con l'apparizione di una misteriosa e gigantesca figura bianca, avvolta in un sudario: qui il romanzo si interrompe. Nelle prime pagine del romanzo era stato scritto che Arthur è ritornato a casa sano e salvo, mentre nelle ultime viene spiegato dal suo editore che le trascrizioni delle sue avventure non sono state completate. Egli è infatti morto accidentalmente prima di poter completare i pochi rimanenti capitoli, e persino le bozze sono andate perdute nell'incidente che lo ha ucciso.

## Influenza culturale
È noto come la produzione letteraria di Edgar Allan Poe abbia stimolato la nascita di un genere nuovo, che è l'horror psicologico (psychological thriller), ma vale la pena di sottolineare almeno due importanti citazioni del Gordon Pym: quelle di Howard Phillips Lovecraft, scrittore statunitense, e di Jules Verne, scrittore francese.
Il primo dedica un'intera sezione del suo saggio L'orrore soprannaturale nella letteratura (titolo originale Supernatural Horror in Literature) allo scrittore di Boston; ma in particolare utilizza apertamente nel suo romanzo Le montagne della follia (At the Mountains of Madness) citazioni dagli elementi orrorifici del Gordon Pym, ipotizzando esplicitamente che Edgar Allan Poe lo abbia scritto dopo aver letto testi proibiti.
Il secondo invece, tormentato dalla brusca interruzione del racconto del giovane Pym, ne immagina una continuazione nel suo La sfinge dei ghiacci (1897).
L'influenza della letteratura di Poe, e del Gordon Pym in particolare, è visibile anche nella pittura surrealista: in un dipinto di René Magritte, La reproduction interdite, è visibile nello specchio la costa di un libro: aguzzando la vista vi si può leggere proprio Les adventures d'Arthur Gordon Pym, traduzione di Charles Baudelaire. Numerosi sono infine i tributi all'opera: per esempio, in Vita di Pi, romanzo dello scrittore canadese Yann Martel, la tigre del Bengala con cui il protagonista viaggia in barca si chiama proprio Richard Parker.

## Edizioni italiane
- Le avventure di Gordon Pym illustrate da Yambo e Abbo, Enrico Voghera Editore, 1900.
- Le avventure di Gordon Pym, Il Romanzo d'avventure n.15, Milano, Sonzogno, 1925.
- Le avventure di Gordon Pym, traduzione di Mario Benzi, Casa Editrice Elit, 1934.
- Le avventure di Gordon Pym, traduzione di Elio Vittorini e Delfino Cinelli, Milano, Mondadori, 1935. -Collana Biblioteca Moderna, 1950; introd. di Maurizio Vitta, Collana Oscar Narrativa, 1981; Collana Oscar Classici, Mondadori, 1983; Giunti Marzocco, 1989; presentazione di Fabio Genovesi, Collana Oscar junior, Mondadori, 2017.
- La relazione di Arthur Gordon Pym da Nantucket, traduzione di Gabriele Baldini, Collana Universale, Torino, Einaudi, 1943,  pp. XX-210. - trad. riveduta da Susanna Basso, Collana Einaudi Tascabili, Einaudi, 2001, ISBN 978-88-061-5970-2.
- Storia di Gordon Pym, traduzione di e note di Maria Gallone, BUR, Milano, Rizzoli, 1957. - Introduzione di Michele Mari, BUR, 2009.
- Gordon Pym, traduzione di Enzo Giachino, Collezione I capolavori n.16, Firenze, Sansoni, 1965. - col titolo Le avventure di Gordon Pym, Prefazione di Attilio Bertolucci, a cura di Ugo Rubeo, Editori Riuniti, Roma, 1981; Collana Biblioteca n.107, Studio Tesi, Milano, 1991; Roma, Newton Compton, 1992-2017.
- Tutti i racconti. Il resoconto di Arthur Gordon Pym. Le poesie, traduzione di Carla Apollonio, Milano, Bietti, 1972.
- Gordon Pym, traduzione di Giovanna Visini, Ferni, 1976.
- Il racconto di Arthur Gordon Pym, a cura di Roberto Cagliero, Collana i grandi libri, Milano, Garzanti, 1990. - Torin, Fogòla, 1995.
- Le avventure di Gordon Pym, traduzione di Gloria Fossi, Collana Acquarelli, Firenze, Giunti, 1994.
- Le fantastiche avventure marinaresche di Gordon Pym, traduzione di V. Viviani, Collana Narrativa, Nord, 2000, ISBN 978-88-42-91137-1.
- Le avventure di Gordon Pym, trad. e postfazione di Davide Sapienza, Collana Universale Economica.I Classici, Milano, Feltrinelli, 2013,  p. 244, ISBN 978-88-07-90004-4.
- Le avventure di Gordon Pym, traduzione di B. Gambaccini, Collana Highlander, Fidenza, Edizioni Clandestine, 2014, ISBN 978-88-65-96525-2.